# San Martín de Elines
San Martín de Elines es un pueblo de Cantabria que pertenece al municipio de Valderredible, en la comarca de Campoo-Los Valles. Se sitúa a 685 m s. n. m. La población, en 2024 (INE), era de 49 habitantes, siendo el pueblo visitado especialmente por su colegiata románica.

## Paisaje y naturaleza
San Martín de Elines es uno de los pueblos de mayor extensión de Valderredible. Su casco lo forman básicamente tres barrios: el de Abajo, a ambas márgenes del Ebro, el de Arriba, en la base del talud de la Peña Camesía y Cabrerizas. Las fértiles vegas que vemos extenderse por el corredor sur del valle, se van estrechando poco a poco hasta desaparecer en el embudo del cañón del Ebro, cuyo primer tramo se alcanza a ver desde San Martín. En general, la calidad del entorno natural es óptima y merece la pena el ascenso por la pista que lleva hasta el páramo de La Lora desde el Barrio de Arriba, desde donde se disfruta de unas excepcionales vistas de la parte oriental de Valderredible.

## Patrimonio histórico

### Colegiata
La Colegiata de San Martín de Elines es el monumento románico sobresaliente de los muchos que tiene Valderredible y uno de los más interesantes de la región. Es una de las cuatro colegiatas construidas en estilo románico en Cantabria, junto a Santillana, Castañeda y Cervatos.
La colegiata se construyó inicialmente como monasterio, pasó posteriormente a ser colegiata y, finalmente, parroquia.